# 심헌섭
심헌섭(沈憲燮, 1947년 6월 3일~)은 대한민국의 정치인이다. 제11대 국회의원을 지냈다.

## 학력
- 원주초등학교 졸업
- 용산중학교 졸업
- 용산고등학교 졸업
- 한양대학교 공과대학 졸업
- 연세대학교 행정대학원 졸업

## 경력
- 스마일관광(주) 대표
- 삼환산업(주) 대표
- 태릉직업청소년학교 교장
- 한국교통문제연구소 소장
- 서울청년회의소(JC) 회장
- 한국청년회의소 연수원 교수
- 1981년 제11대 국회의원 선거에서 당시 33세 최연소의 나이로 국회의원에 당선됨 (서울 동대문구, 민주한국당)
- 국회 보건사회위원회 간사
- 국회 법령정비특별위원회 위원
- 국회 보건사회위원회 사회복지분과 소위원장

## 역대 선거 결과
| 실시년도 | 선거   | 대수 | 직책     | 선거구        | 정당       | 득표수   | 득표율          | 순위 | 당락 | 비고                |
| -------- | ------ | ---- | -------- | ------------- | ---------- | -------- | --------------- | ---- | ---- | ------------------- |
| 1981년   | 총선   | 11대 | 국회의원 | 서울 동대문구 | 민주한국당 | 97,668표 | \| \| 26.97% \| | 2위  |      | 초선 (최연소, 33세) |
|          | 26.97% |      |          |               |            |          |                 |      |      |                     |